# NGC 4430
NGC 4430 is een balkspiraalstelsel in het sterrenbeeld Maagd. Het hemelobject werd op 13 april 1784 ontdekt door de Duits-Britse astronoom William Herschel.

## Synoniemen
- UGC 7566
- IRAS 12248+0632
- MCG 1-32-67
- VCC 1002
- ZWG 42.111
- KCPG 338A
- PGC 40851